# Ilona Slupianek
Ilona Slupianek, z domu Ilona Schoknecht (ur. 24 września 1956 w Demmin) – wschodnioniemiecka lekkoatletka, która specjalizowała się w pchnięciu kulą.
Dwukrotnie startowała w igrzyskach olimpijskich - Montreal 1976 (była piąta) oraz Moskwa 1980 (złoty medal). Wynik, który uzyskała w Moskwie – 22,41 – jest do dziś rekordem olimpijskim. Dwukrotnie w karierze była mistrzynią Europy. Na mistrzostwach świata w 1983 zajęła trzecie miejsce. Medalistka uniwersjady z 1979 roku. W 1980 wygrała prestiżowy plebiscyt Track & Field Athlete of the Year. Dwukrotna rekordzistka świata (22,36 & 22,45). Jej rezultaty otwierały listy światowe przez 6 kolejnych sezonów (1978 – 1983).
Jej były mąż (para wzięła rozwód), Hartmut Briesenick, także był kulomiotem, medalistą olimpijskim.

## Osiągnięcia
| Rok  | Impreza                     | Miejsce       | Lokata     | Wynik |
| ---- | --------------------------- | ------------- | ---------- | ----- |
| 1973 | Mistrzostwa Europy juniorów | Duisburg      | 1. miejsce | 17,05 |
| 1976 | Halowe mistrzostwa Europy   | Monachium     | 3. miejsce | 19,36 |
| 1976 | Igrzyska olimpijskie        | Montreal      | 5. miejsce | 20,54 |
| 1977 | Halowe mistrzostwa Europy   | San Sebastián | 2. miejsce | 21,12 |
| 1977 | Puchar świata               | Düsseldorf    | 1. miejsce | 20,93 |
| 1978 | Mistrzostwa Europy          | Praga         | 1. miejsce | 21,41 |
| 1979 | Halowe mistrzostwa Europy   | Wiedeń        | 1. miejsce | 21,01 |
| 1979 | Uniwersjada                 | Meksyk        | 1. miejsce | 20,48 |
| 1979 | Finał pucharu Europy        | Turyn         | 1. miejsce | 20,93 |
| 1979 | Puchar świata               | Montreal      | 1. miejsce | 20,98 |
| 1980 | Igrzyska olimpijskie        | Moskwa        | 1. miejsce | 22,41 |
| 1981 | Halowe mistrzostwa Europy   | Grenoble      | 1. miejsce | 20,77 |
| 1981 | Finał pucharu Europy        | Zagrzeb       | 1. miejsce | 21,12 |
| 1981 | Puchar świata               | Rzym          | 1. miejsce | 20,60 |
| 1982 | Mistrzostwa Europy          | Ateny         | 1. miejsce | 21,59 |
| 1983 | Mistrzostwa świata          | Helsinki      | 3. miejsce | 20,56 |
| 1987 | Halowe mistrzostwa świata   | Indianapolis  | 2. miejsce | 20,28 |

## Rekordy życiowe
- pchnięcie kulą – 22,45 (11 maja 1980, Poczdam) rekord Niemiec, 2. wynik w historii światowej lekkoatletyki
- pchnięcie kulą – 21,59 (24 stycznia 1979, Berlin) rekord Niemiec, 5. wynik w historii światowej lekkoatletyki